# Laguna de Urao

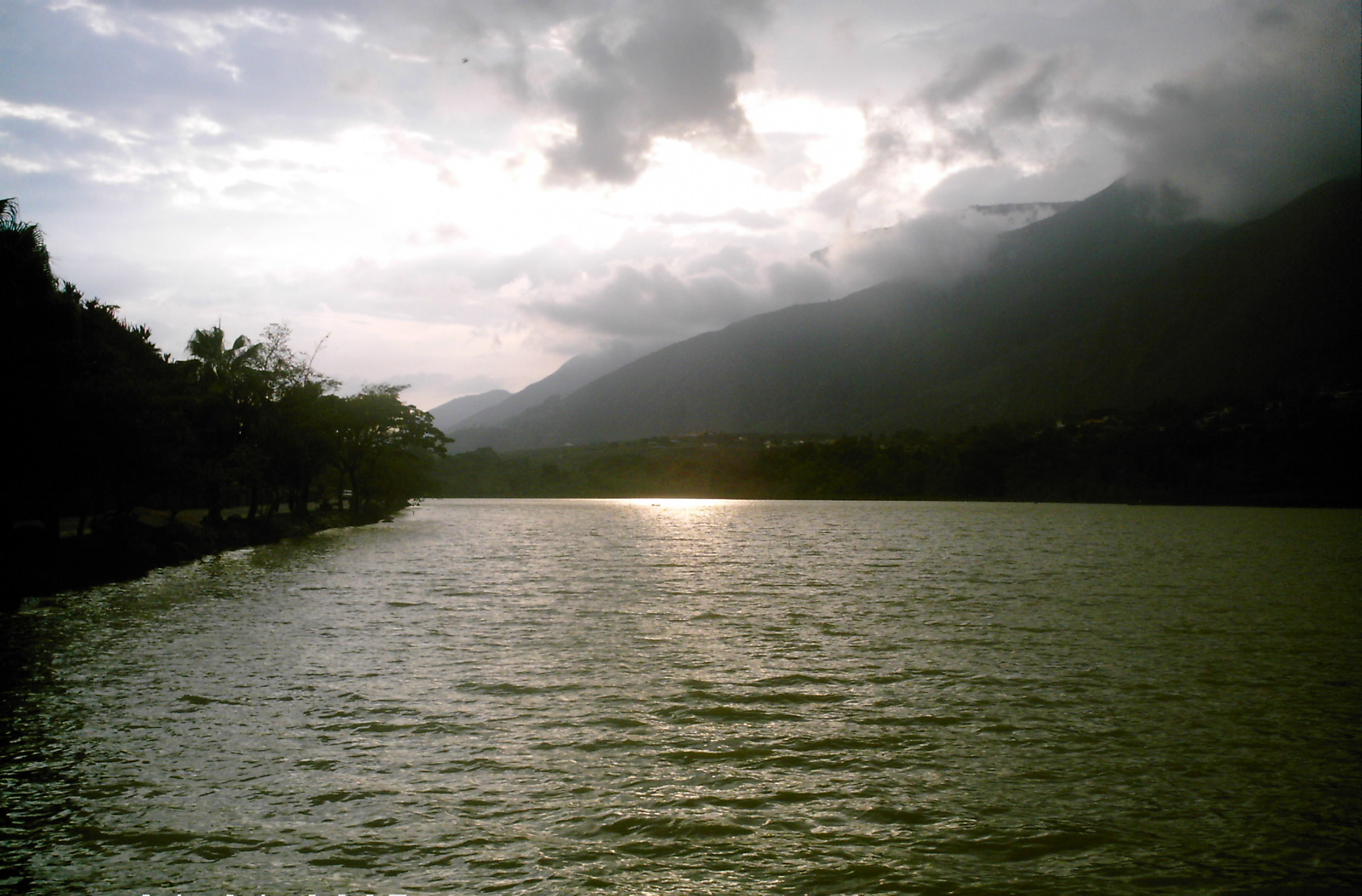
Vista de la laguna

Laguna de Urao, Lagunillas, Mérida, Venezuela: La laguna de Urao o Yamuén (indígena), es un embalse natural de agua salada, de origen tectónico situado en el municipio Sucre, al oeste del estado Mérida; es un recurso natural, turístico y recreativo, cuyo nombre se origina por la presencia del mineral conocido como Urao (Sesquicarbonato de Sodio), producido por la concentración de sales aportadas por aguas subterráneas y sedimentos.
Constituye un paisaje natural excepcional dentro de un marco general semiárido. La laguna mide unos 870 metros de largo y una profundidad promedio de 5 metros. En el pasado constituyó un valioso recurso para los amerindios, pobladores autóctonos de la región, que se sumergían  y extraían algunas rocas de sal del fondo de la laguna para luego pulverizarlas y mezclarlas con hojas de tabaco seco, para producir el chimó. 
Fue declarada Monumento Natural por Decreto n.º 172 del 18 de junio de 1979 publicado en la Gaceta Oficial n.º 31.760 del 19 de junio de 1979.

## Historia
A finales del año 1558, Juan Rodríguez Xuárez, alcalde ordinario de Pamplona, Colombia; obedeciendo un edicto real, el cual lo nombraba jefe de una expedición para aplacar a unos indígenas que impedían el acercamiento a una mina de oro en sectores de la Sierra Nevada La Arboleda y Chicagua, así como poblar y labrar dichas tierras, se encaminó por el norte de Santander lo que le permite descubrir y fundar gran parte del estado Táchira y Mérida, también en esta trascendente expedición descubre una laguna salada en los andes venezolanos, llamada luego laguna de URAO, y cuyo nombre indígena era Yohama, a sus alrededores tenía varias tribus, donde este conquistador bautizó este asentamiento como la población de Lagunillas, justo antes de fundar a la ciudad de Mérida.

El ecocidio de un Monumento Natural
Por: Rubén Alexis Hernández
La laguna conocida como de Urao, ubicada en la población de Lagunillas, en el estado venezolano de Mérida, estuvo a punto de desaparecer, de acuerdo a lo comentado al autor de este artículo por algunas personas. Realmente esto no ha podido ser comprobado personalmente, pero en cualquier caso es una verdadera tragedia, considerando la importancia histórico-social y ecológica para Lagunillas y sus alrededores del cuerpo de agua más famoso de la historia de los Andes venezolanos, decretado como Monumento Natural en 1979.

Entre otras cosas  se trata de una laguna de gran relevancia  por haber sido un elemento medioambiental de primer orden mágico-religioso para los pobladores prehispánicos desde mucho antes de la llegada de los españoles, y un lugar donde abundaba el elemento conocido como urao, insumo fundamental para la elaboración del popular chimó, sustancia de consumo masivo desde tiempos inmemoriales hasta nuestros días en tierras merideñas, y cuyo comercio representó hasta mediados del siglo XX una importante fuente de ingresos para la localidad de Lagunillas y más allá (4).

## Leyendas de la Laguna de Urao
Por: Osman Ramírez
Existen bastantes Historias y Leyendas sobre la Laguna de Urao que le dan un aire enigmático y si se quiere hasta tenebroso al lugar, el silencio y la tranquilidad que se siente en sus alrededores se prestan para dejarse envolver por dichas historias.
    Cuentan los lugareños que hay espíritus que viven en ella y exigen sacrificios humanos para poder mantenerse en calma, hay otra leyenda que dice que dentro de sus aguas habita una gran serpiente que es la guardiana de la misma, también hay un reconocido cuento que habla que la laguna voló por los cielos desde los páramos andinos para posarse en esta tierra.